# Afifa Karam
Pour les articles homonymes, voir Karam.
Afifa Karam, née le 22 juillet 1883 à Amchit au Liban et morte le 28 juillet 1924 à Shreveport en Louisiane, est une journaliste, traductrice, romancière et femme de lettres libano-américaine, l'une des participantes de la Nahda.

## Publications
- Badī‘a wa Fu’ād (1906).
- Fāṭima al-Badawīyya (vers 1908).
- Ghādat ‘Amshīt (vers 1910).
- Nānsī Stāyir (1914).
- Riwāyat ’Ibnat Nā’ib al-Malik (1918).
- Muḥammad ‘Alī Bāsha al-Kabīr (1919).